# Дитяча лікарня (телесеріал)
Дитяча лікарня (англ. Childrens Hospital) — американський чорний комедійний телесеріал та веб-серіал, який пародіює жанр медичної драми, створений актором та комедіантом Робом Кордрі. Серіал почався в інтернеті на TheWB.com з десяти епізодів тривалістю приблизно п'ять хвилин, прем'єра всіх яких відбулася 8 грудня 2008 року. Adult Swim отримав права на шоу в 2009 році і почав транслювати епізоди в 2010.
У центрі сюжету — персонал дитячої лікарні, названої на честь доктора Артура Чілдренса. Спорадично (і зазвичай безпідставно) згадується, що лікарня розташована в Бразилії, незважаючи на те, що не докладається жодних зусиль, щоб приховати, що серіал знімається в Лос-Анджелесі, за винятком п'ятого сезону, який відбувався на американській військовій базі в Японії. Роб Кордрі також зіграв головну роль і є частиною акторського ансамблю, який грає лікарів лікарні, до якого також входять Лейк Белл, Ерінн Гейз, Роб Г'юбель, Кен Маріно та Меган Маллаллі. Генрі Вінклер і Малін Акерман приєдналися до акторського складу, починаючи з другого сезону як адміністратор лікарні та лікар відповідно. Зенді Гартіг і Браян Гаскі виконували другорядні ролі протягом усього телесеріалу, зрештою приєднавшись до основного акторського складу п'ятого сезону.
Шоу тривало сім сезонів; його останній епізод вийшов в ефір 15 квітня 2016 року.

## Конспект
Дитяча лікарня є продуктом TheWB.com. Його вебізоди тривають приблизно 10–12 хвилин, кожен розповідає доктор Кет Блек (Лейк Белл) у 1 сезоні та доктор Валері Флейм (Малін Акерман) у 2 сезоні. Шоу висміює такі медичні драми, як Сент-Елсвер, Доктор Хаус, Анатомія Грей, Головний госпіталь, Приватна практика, Чиказька надія, Швидка допомога, Клініка і Холбі Сіті.

## Акторський склад
Постійні ролі
| Актор          | Роль |
| -------------- | --- |
| Роб Кордрі     | доктор Блейк Даунс (він виконує свою роботу, маючи клоунський макіяж і хірургічні скраби, пофарбовані в червоний колір, щоб виглядати кривавим. Він вірить у «цілющу силу сміху», а не в ліки.) |
| Лейк Белл      | доктор Кіт Блек (колишня дівчина Гленна Річі, яка закохана в свою сусідку по кімнаті Лолу Спратт.) |
| Кен Маріно     | доктор Гленн Річі (єврейський лікар і колишній хлопець Кіт Блек. Він часто носить ярмолку, але через розлучення батьків він ніколи не мав своєї бар-міцви до епізоду «Party Down») |
| Роб Г'юбель    | доктор Оуен Маестро (тупий лікар і колишній хлопець Лоли Спратт. Він колишній нью-йоркський поліцейський, який залишив службу після подій 11 вересня.) |
| Меган Маллаллі | Шеф (інвалід, керівниця персоналу лікарні, яка спочатку використовує милиці, а потім перейшла на ходунки в прем’єрі 2 сезону. Чоловіки-лікарі часто роблять їй зауваження сексуального характеру. Незважаючи на її індіанську спадщину чокто, її ім'я походить від того факту, що її мати побачила його на дошці для гри в ерудит і вибрала його замість "повії".) |
| Ерінн Гейс     | доктор Лола Адольф Спратт (сусідка по кімнаті Кіт та колишня дівчина Оуена Маестро. Кіт одержима нею. Лола розлучилася з Оуеном, удавши, що у неї пухлина, але він почав вірити, що вона серйозна. Лола інсценувала свою смерть наприкінці 1 сезону, тому що зламалася після того, як отримала занадто багато електронних листів. Вона знову з’являється в лікарні у 2 сезоні, але ніхто не розуміє, коли вона пояснює, що інсценувала свою смерть, і всі думають, що вона привид. Коли вона нарешті доводить, що вона не привид, вона виявляє, що є талановитим черевомовцем, бо прикинулася, що помирає на операційному столі, використовуючи довге дзижчання, що імітує рівний звук. Вона також є адвокатом) |
| Малін Акерман  | доктор Валері Флейм (2–7 сезони, замінює Кіт після її смерті у другому епізоді 2 сезону, беручи на себе обов’язки оповідача шоу до прем’єри третього сезону, коли її замінює Лола Спратт.) |
| Генрі Вінклер  | Сай Міттлмен (2–7 сезони, адміністратор. Він керує страховою компанією, яка володіє лікарнею. Колекціонує метеликів і, здається, має сексуальну одержимість ними. Він є об’єктом сильного презирства з боку персоналу, який відкидає його як «костюм», незважаючи на те, що він щиро піклується про пацієнтів і лікарню. Міттлмену часто доводиться протистояти нападкам Шеф. Він щасливо одружений, має дітей і не має бажання вступати з нею в сексуальні стосунки, але зрештою поступається її залицянням в епізоді «Досить гаряче для тебе?», хоча з тих пір про це ніколи не згадувалося.) |
| Зенді Гартіг   | медсестра Дорі (сезон 5; повторювані ролі у сезони 1–4 і 6–7), мати Нікі, яка не схвалює стосунки Кіта з її сином. Після смерті маленької Нікі вона стає медсестрою в дитячому закладі. Вона була вагітна в 3 сезоні, а батько дитини був невідомий до серії «Рік життя», коли виявилося, що це Блейк) |
| Браян Гаскі    | Чет Мандвантеуссен (5 сезон; повторюється, сезони 1–4 і 6–7), моторошний фельдшер, який закоханий у Шеф.) |

Повторювальні ролі
| Актор                   | Роль |
| ----------------------- | --- |
| Майкл Сера              | Сал Віскузо (голос) (співробітник лікарні, який розмовляє по внутрішньому зв’язку. Зазвичай він говорить лише кілька рядків на зазначений епізод, як правило, без продовження сюжету.) |
| Бет Довер               | медсестра Бет (2 сезон; 4–7 сезон; медсестра в лікарні, великоока інженю, яка є предметом фанфіків глядачів.)                                                                          |
| Нік Офферман            | офіцер Чанс Бріггс (колишній напарник Оуена Маестро, вусатий поліцейський Нью-Йорка)                                                                                                   |
| Нік Кролл               | Маленький Нікі (сезони 1–2, хлопчик із рідкісною хворобою швидкого старіння. Хвороба забирає його життя у другому сезоні.)                                                             |
| Нейт Кордрі та Ед Хелмс | доктор Джейсон Манцукас і доктор Ед Хелмс (сезон 1, двоє лікарів, які зазвичай з’являються разом і роблять сексуальні зауваження щодо Шеф.)                                            |
| Джон Росс Боуї          | доктор Макс фон Сюдов (сезони 1–3, лікар, який намагається вилікувати стан Шеф.) |
| Сет Морріс              | доктор Нейт Шактер (сезон 1, ще один лікар-клоун, з яким доктор Блейк Даунс починає суперництво.)                                                                                      |
| Куртвуд Сміт            | Бен Гейфлік (сезон 2, голова Національного відділу охорони здоров’я, який намагається припниити лікування раку доктора Річі, щоб захистити свої прибутки.)                             |
| Джон Хемм               | Деррік Чайлдренс (сезони 2–3, 5, 7, син засновника Дитячої лікарні та секретна особа Валері Флейм. Хемм також грає молодого Артура Чілдренса у спогадах.)                              |
| Джордан Піл             | доктор Браян (сезони 2–3; поява гостя в сезоні 5, темношкірий лікар-бісексуал) |
| Кулап Вілайсак          | медсестра Кулап (сезони 1–4, одна з медсестер у дитячій клініці, яку найчастіше бачать, як допомагає Оуену та Гленну в операційній.)                                                   |
| Девід Вейн              | рабин Єврі МакДжев (сезони 2–7, суперник доктора Річі з єврейської школи та капелан дитячої лікарні.)                                                                                  |

## Виробництво
Протягом перших трьох сезонів частини шоу знімалися в медичному центрі Північного Голлівуду, тій самій колишній лікарні, яка використовувалася для зйомок Scrubs і кількох інших фільмів і телевізійних програм, аж до її знесення в 2011 році.

## Нагороди
| Рік      | Нагорода                 | Категорія                                                                 | Номінант(и)                                                                           | Результат | Посилання |
| -------- | ------------------------ | ------------------------------------------------------------------------- | ------------------------------------------------------------------------------------- | --------- | --------- |
| 2012 рік | Премія Еммі в прайм-тайм | Найкраща розважальна програма короткого формату                           | Роб Корддрі, Джонатан Стерн, Девід Вейн, Кіт Кроффорд, Нік Вейденфельд, Річ Розенталь | Перемога  | [ 8 ]     |
| 2013 рік | Премія Еммі в прайм-тайм | Найкраща розважальна програма короткого формату                           | Роб Корддрі, Джонатан Стерн, Девід Вейн, Нік Вейденфельд, Кіт Кроффорд, Річ Розенталь | Перемога  | [ 8 ]     |
| 2014 рік | Премія Еммі в прайм-тайм | Найкраща розважальна програма короткого формату                           | Роб Корддрі, Джонатан Стерн, Девід Вейн, Майк Лаццо, Кіт Кроффорд, Кен Маріно         | Номінація | [ 8 ]     |
| 2015 рік | Премія Еммі в прайм-тайм | Найкраща розважальна програма короткого формату                           | Роб Корддрі, Джонатан Стерн, Девід Вейн, Майк Лаццо, Кіт Кроффорд, Кен Маріно         | Номінація | [ 8 ]     |
| 2016 рік | Премія Еммі в прайм-тайм | Найкращий короткометражний комедійний або драматичний серіал              | Роб Корддрі, Джонатан Стерн, Девід Вейн, Кіт Кроффорд, Майк Лаццо, Крістер Джонсон    | Перемога  | [ 8 ]     |
| 2016 рік | Премія Еммі в прайм-тайм | Найкращий актор у короткометражному комедійному чи драматичному серіалі   | Роб Кордрі                                                                            | Перемога  | [ 8 ]     |
| 2016 рік | Премія Еммі в прайм-тайм | Найкращий актор у короткометражному комедійному чи драматичному серіалі   | Роб Г'юбель                                                                           | Номінація | [ 8 ]     |
| 2016 рік | Премія Еммі в прайм-тайм | Найкраща актриса в короткометражному комедійному або драматичному серіалі | Ерінн Гейс                                                                            | Номінація | [ 8 ]     |